# Marshall Grant
Marshall Grant (14 de mayo de 1928 – 7 de agosto de 2011) fue un bajista y contrabajista estadounidense, conocido por formar parte de Tennessee Two, la banda que acompañó a Johnny Cash por muchos años. En el tiempo que estuvo con Cash le sirvió para ser el coordinador de escenario y el de las giras. Antes de que la banda se formara bajo el sello disquero Sun Records, Grant era mecánico en Memphis, Tennessee. 
 

Marshall fue criado en Bessemer City, North Carolina, fue uno de 12 hijos nacidos de Willie Leander (1888-1968) y Mary Elizabeth (Simmmonds) Grant, los hermanos fueron: 
- Wade Grant (1910 - 1985).
- Olson Grant (1912 - 1993).
- Burlas Grant (1914 - 1915).
- Vernal Grant (1916 - 1971).
- Euleen Grant (1918) - (No se sabe si sigue viviendo).
- Hershall Grant (1921) - (No se sabe si sigue viviendo).
- Doris Grant (1923 - 2006).
- Odell Grant (1925) - (No se sabe si sigue viviendo).
- Ed Grant (1931) - (No se sabe si sigue viviendo).
- Norma Jean Grant (1935) - (No se sabe si sigue viviendo).
- Aubrey Grant (1937) - (No se sabe si sigue viviendo).

Marshall fue importante para Johnny Cash ya que cambió lo que hoy conocemos como música Country, grabaron juntos desde 1954 hasta 1980, en 1980 Johnny Cash retomó el consumo de drogas, entonces Marshall decidió alejarse definitivamente de Cash. 
 

Después de su tiempo con el "Hombre de Negro" manejo al grupo The Statler Brothers hasta su retiro el año 2004. 

Marshall Grant escribió un libro llamado I Was There When It Happened: My Life With Johnny Cash en octubre de 2006 y trata de los principios y el ascenso de Cash mientras Grant estuvo ahí. 

En la película Walk the Line del 2005 Grant es interpretado por Larry Bagby.